# 缪贵荣
缪贵荣（1961年—），甘肃省环县人。1980年12月入伍，1984年加入中国共产党。中国人民武装警察部队交通指挥部原总工程师，副军级，武警少将警衔。
2015年9月15日，《解放军报》发布消息：经中央军委纪委批准，武警部队纪委对缪贵荣涉嫌严重违纪问题立案调查，日前已将其涉嫌犯罪问题及线索移送军事检察机关立案侦查。